# 鲁泰勒
鲁泰勒（法語：Routelle，法語發音：[ʁutɛl]）是法国杜省的一个旧市镇，属于贝桑松区。2016年，鲁泰勒与市镇奥塞勒合并为新市镇奥塞勒-鲁泰勒。

## 地理
鲁泰勒（47°10'4"N, 5°50'59"E）面积3.06 平方千米，位于法国勃艮第-弗朗什-孔泰大區杜省，该省份为法国东部内陆省份，北起上索恩省，西接汝拉省，东部及东南部与瑞士接壤，东北部与贝尔福地区省接壤。
与鲁泰勒接壤的市镇（或旧市镇、城区）包括：托尔普、沃莱姆埃萨尔、圣维特、奥塞勒-鲁泰勒。
鲁泰勒的时区为UTC+01:00、UTC+02:00（夏令时）。

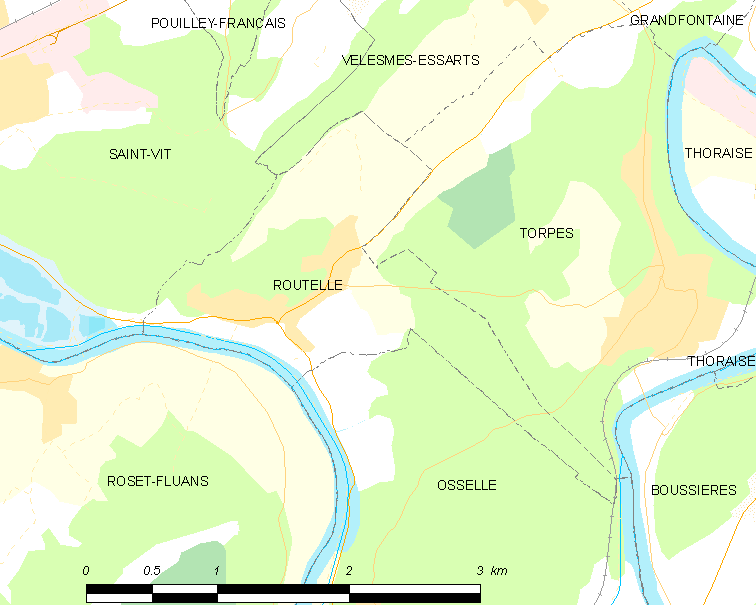
鲁泰勒的OSM定位图

## 行政
鲁泰勒的邮政编码为25410，INSEE市镇编码为25509。

## 政治
鲁泰勒所属的省级选区为贝桑松第六县。

## 人口

1962-2008年间鲁泰勒人口变化图示

鲁泰勒于2018年1月1日时的人口数量为508人。